# The Serpent & the Sphere
The Serpent & the Sphere är det femte studioalbumet med det amerikanska black metal-bandet Agalloch, utgivet 2014 av skivbolaget Profound Lore Records.

## Låtlista
1. "Birth and Death of the Pillars of Creation" – 10:30
2. "(Serpens Caput)" (instrumental) – 3:08
3. "The Astral Dialogue" – 5:13
4. "Dark Matter Gods" – 8:38
5. "Celestial Effigy" – 6:59
6. "Cor Serpentis (The Sphere)" (instrumental) – 3:00
7. "Vales Beyond Dimension" – 6:50
8. "Plateau of the Ages" (instrumental) – 12:28
9. "(Serpens Cauda)" (instrumental) – 3:12

- Text: John Haughm
- Musik: John Haughm (spår 1, 3–5, 7, 8), Don Anderson (spår 1, 3–5, 7), Jason William Walton (spår 1), Nathanaël Larochette (spår 2, 6, 9)

## Medverkande
Musiker (Agalloch-medlemmar)
- John Haughm (John Lewis Ham) – sång, gitarr, trummor
- Don Anderson – gitarr, piano, bakgrundssång
- Jason William Walton – basgitarr
- Aesop Dekker – trummor, percussion

Bidragande musiker
- Nathanaël Larochette – akustisk gitarr
- Billy Anderson – piano, bakgrundssång

Produktion
- Agalloch – producent
- Billy Anderson – producent, ljudtekniker, ljudmix
- Justin Weis – ljudmix, mastering
- Veleda Thorsson – foto